# Хеймаркет (Виргиния)
Хеймаркет (англ. Haymarket) — город в округе Принс-Уильям в штате Виргиния США. По данным переписи 2020 года, численность населения составляла 1545 человек.

## Население
| 2010 | 2020  |
| ---- | ----- |
| 1782 | ↘1545 |